# Zeeman (enseigne)
 (septembre 2013).
Si vous disposez d'ouvrages ou d'articles de référence ou si vous connaissez des sites web de qualité traitant du thème abordé ici, merci de compléter l'article en donnant les références utiles à sa vérifiabilité et en les liant à la section « Notes et références ».
Pour les articles homonymes, voir Zeeman.

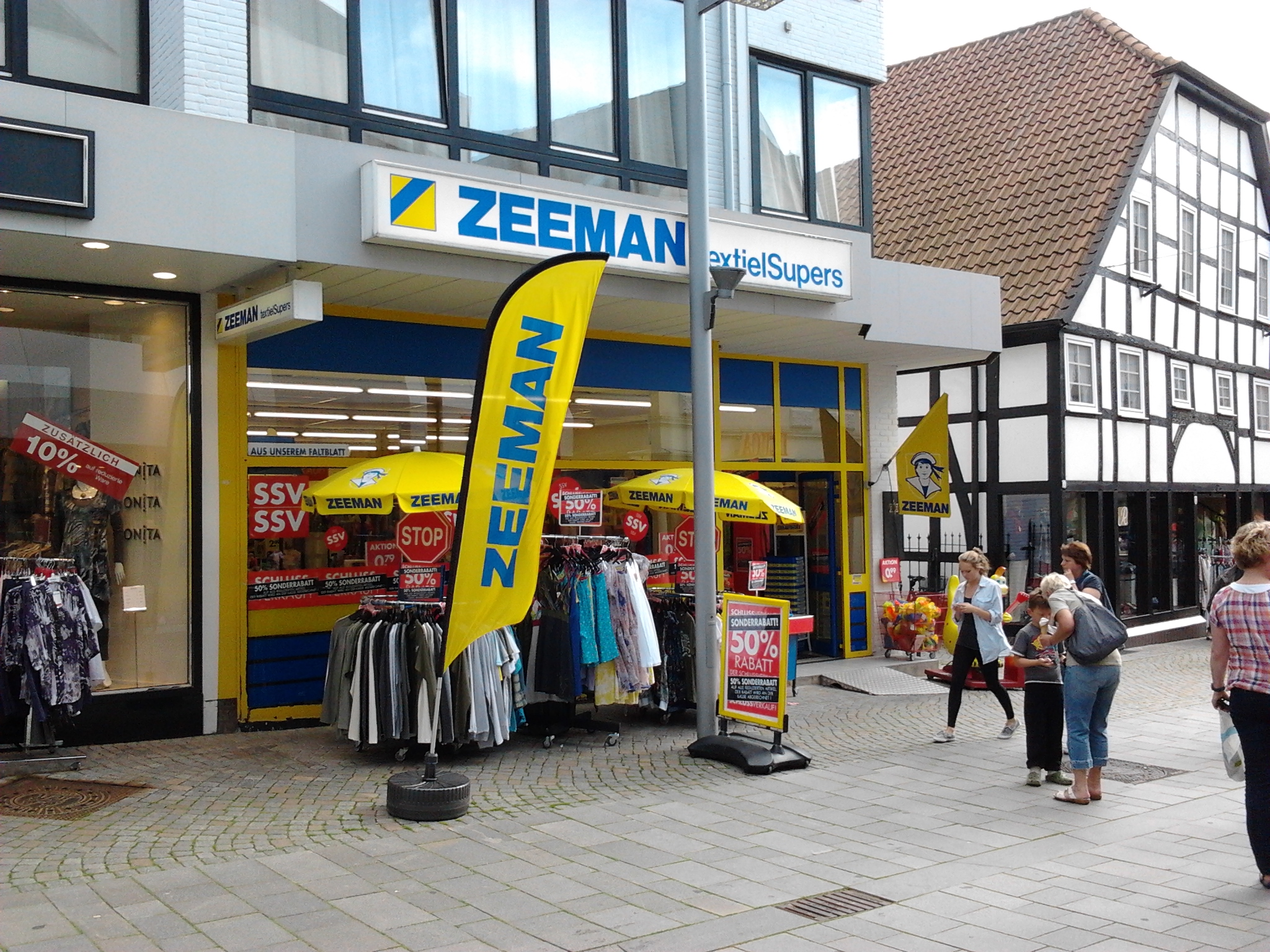
Un magasin Zeeman à Bünde, Allemagne.

Zeeman est un groupe de magasins de vêtements néerlandais, fondé en 1967, avec plus de 1 200 magasins aux Pays-Bas, en Allemagne, en Belgique, en France, au Luxembourg, en Espagne et en Autriche.

## Historique
En 1967, le premier magasin Zeeman est ouvert par Jan Zeeman à Alphen-sur-le-Rhin (Alphen aan den Rijn), le centre de distribution se situe aujourd'hui toujours à Alphen-sur-le-Rhin.
En 1991, le premier magasin Zeeman s'est ouvert en France, à Roubaix (59).
En 1999, le fondateur, Jan Zeeman, a pris sa retraite de l'entreprise.
En 2007, l'entreprise a fêté son quarantième anniversaire, ainsi que l'ouverture du millième magasin Zeeman la même année.
En 2012, on compte 276 magasins en Belgique, 242 magasins Zeeman en France et en Allemagne.
En avril 2015, Zeeman ouvre sa première boutique en Espagne.
Erik-Jan Mares devient directeur en 2017.
En juin 2020, le fondateur Jan Zeeman décède à l'âge de 78 ans.

## Zeeman en France
La filiale se nomme : Zeeman Textielsupers . Elle enregistre une forte progression de son activité
Activité, résultats et effectif :
|                                        | 2014  | 2015  | 2016  | 2017  | 2018  |
| -------------------------------------- | ----- | ----- | ----- | ----- | ----- |
| Chiffre d'affaires en millions d'euros | 83    | 93    | 105   | 121   | 134   |
| Résultat net en millions d'euros       | + 1,3 | + 1,4 | + 1,7 | + 2,1 | +2    |
| Effectif moyen annuel                  | 887   | 1 113 | 1 268 | 1 359 | 1 522 |